# Idaea cosymbiata
Idaea cosymbiata är en fjärilsart som beskrevs av William Schaus 1901. Idaea cosymbiata ingår i släktet Idaea och familjen mätare. Inga underarter finns listade i Catalogue of Life.